# Nicolas Boileau-Despréaux
Nicolas Boileau-Despréaux, ofte blot omtalt som Boileau, (født 1. november 1636 i Paris, død 17. marts 1711 smst.) var en fransk digter, litteraturteoretiker og -kritiker.
Boileau blev opdraget med tanke på en juridisk karriere, men endte med at blive forfatter. Han er kendt for værker som Satires og Epistles, L'Art Poétique og Le Lutrin, hvor han gik til angreb på det, han opfattede som samtidens dårlige smag. En dansk oversættelse af hans tolv satirer udkom i 1757.